# Православие на Тайване
Православие на Тайване представлено одним приходом Гонконгской митрополии Константинопольской православной церкви и двумя ставропигиальными приходами Русской православной церкви, объединёнными в Патриаршее подворье Русской православной церкви на Тайване.

## История
Православие было принесено на Тайвань в начале XX века трудами деятелей Японской духовной миссии, после того как остров в 1895 году вошёл в состав Японской империи.
Первый православный приход на Тайване основал святитель Николай Японский в 1901 году в городе Тайбэй. В 1911 году был открыт второй приход в городе Тайчжун. Оба прихода первоначально создавались для переехавших на остров православных японцев, но уже в 1930-е годы часть прихожан составляли также обратившиеся в Православие местные китайцы.
После того, как умерли первые православные священники, и на смену им не пришли новые, приходская жизнь на острове стала постепенно угасать. Хотя есть информация, что в Тайбэе ещё в 1970-е годы верующие собирались для совместной молитвы, а приход в Тайчжуне просуществовал до начала 1980-х годов. Потом церковь была закрыта и впоследствии снесена.
В 2003 году на остров прибыл греческий архимандрит Иона (Муртос), который открыл в Тайбэе Троицкий приход Константинопольского Патриархата. Он пытался вести миссию среди тайваньцев, но не сильно преуспел в этом, в частности из-за незнания им китайского языка.
В 2012 году было учреждено представительство Русской православной церкви на Тайване. Священник Кирилл Шкарбуль возродил приход в Тайчжуне, а 26 февраля 2013 года восстановил приход в честь Воздвижения Креста Господня в городе Тайбее. С марта 2013 года формируется православная община в городе Тайчжуне. Оба эти прихода окормляет священник-миссионер иерей Кирилл Шкарбуль.
Правящим архиереем подворья является Патриарх Московский и всея Руси Кирилл. От имени патриарха приходами подворья управляет руководитель Управления по зарубежным учреждениям Московской Патриархии. По словам священника Георгия Максимова миссия на Тайване очень перспективна: «Со стороны и государства, и общества никаких препятствий. Такое отнюдь не про все страны Азии можно сказать».